# Бубонная чума

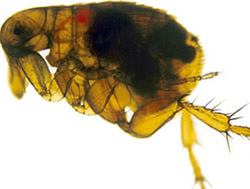
Блоха Xenopsylla cheopis, заражённая бактериями чумы (видны как тёмная масса)

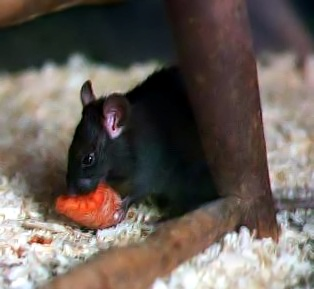
Чёрная крыса — естественный резервуар инфекции

Бубо́нная чума́ — преобладающая у человека форма чумы, острого природно-очагового заболевания, вызываемого бактерией Yersinia pestis, переносимой паразитирующими на крысах блохами, способными переходить на человека. Чума относится к особо опасным инфекционным заболеваниям.
Традиционно эпидемии и пандемии чумы называются «эпидемиями бубонной чумы», то есть бубонная чума считается болезнью. Такая ситуация возникла потому, что основным признаком чумы ещё в Средние века стал бубон.
Медицинские источники, из которых следует то, что их авторы видели, по крайней мере, бубоны, относятся ещё к Древнему миру. Так, Руфус из Эфеса, живший во времена императора Траяна, ссылаясь на более древних врачей (имена которых до наc не дошли), описал несколько случаев заболевания определённо бубонной чумой в Ливии, Сирии и Египте.
В Библейских источниках Ветхого Завета описывается эпидемия, которую учебники и трактаты по медицине по традиции называют одним из древнейших случаев возникновения эпидемии чумы у Филистимлян, после захвата ими ковчега Божьего: 
И отяготела рука Господня над Азотянами, и Он поражал их и наказал их мучительными наростами, в Азоте и в окрестностях его, а внутри страны размножились мыши, и было в городе великое отчаяние.

И сказали они: какую жертву повинности должны мы принести Ему? Те сказали: по числу владетелей Филистимских пять наростов золотых и пять мышей золотых; ибо казнь одна на всех вас и на владетелях ваших;
итак сделайте изваяния наростов ваших и изваяния мышей ваших, опустошающих землю, и воздайте славу Богу Израилеву; может быть, Он облегчит руку Свою над вами и над богами вашими и над землею вашею;

## Инфицирование и симптоматика
Бубонная чума развивается с проникновением возбудителя через кожу (как правило, при укусе инфицированной блохи, но возможно заражение и при укусе инфицированной крысы или другого животного), характеризуется болезненным воспалением лимфатических узлов с образованием «бубонов», чаще всего — паховых, реже — подмышечных, проявляется лихорадкой и выраженной интоксикацией. Инкубационный период составляет 2—6, реже от 1 до 12 дней.
Возможно осложнение бубонной чумы чумной пневмонией, что приводит к развитию лёгочной формы чумы и возможности дальнейшего распространения инфекции воздушно-капельным путём.
В случае летального исхода бубонная чума незадолго до смерти переходит в септическую, развивается чумная бактериемия, что делает возможным передачу инфекции как при непосредственном контакте с телом больного, так и через блох (что подтверждают и современные опыты на животных).
Обычным путём распространения бубонной чумы считается схема «крыса — блоха — человек», но во время масштабных эпидемий прошлого источником инфекции мог быть и больной бубонной формой чумы, которая передавалась по схеме «человек — блоха — человек» (так называемое «чумное побоище»).

## Лечение бубонной чумы
Вплоть до конца XIX века чума практически не лечилась, хотя при летальности бубонной чумы в прошлом 95 % часть людей поправлялись самостоятельно.
Исторически бубонная чума стала первой формой чумы, поддающейся лечению — первые вылеченные больные появились с изобретением противочумных вакцин и сывороток, а с внедрением в лечебную практику стрептомицина (1947) и других антибиотиков выздоравливают практически все больные, если лечение начато вовремя.